# Lista zwycięzców wyścigów Wschodnioniemieckiej Formuły 3
Artykuł przedstawia zwycięzców wyścigów Wschodnioniemieckiej Formuły 3, serii rozgrywanej w latach 1950–1971 (w latach 1960–1963 według przepisów Formuły Junior).
Lista nie obejmuje zwycięzców wyścigów samochodów typu Kleinstrennwagen (1950–1951) oraz zwycięzców rozgrywanej równolegle Leistungsklasse II (1963–1972). W przypadku zwycięstwa uczestników zagranicznych są oni uwzględnieni w spisie, chyba że rozgrywano osobne zawody dla kierowców spoza NRD.

## Kierowcy
Pochyloną czcionką oznaczono mistrzów Wschodnioniemieckiej Formuły 3/Junior.
Opracowano na podstawie materiału źródłowego
| Lp. | Państwo           | Kierowca                | Zwycięstwa | Aktywność           | Pierwsze zwycięstwo | Ostatnie zwycięstwo |
| --- | ----------------- | ----------------------- | ---------- | ------------------- | ------------------- | ------------------- |
| 1   | NRD               | Willy Lehmann           | 15         | 1950–1958 1960–1967 | Drezno 1951         | Lückendorf 1966     |
| 2   | NRD               | Heinz Melkus            | 12         | 1955–1958 1960–1971 | Halle-Saale 1960    | Bautzen 1971        |
| 3   | RFN               | Kurt Ahrens sr.         | 11         | 1952–1958 1960      | Rostock 1953        | Wismar 1958         |
| 4   | RFN               | Theo Helfrich           | 4          | 1954–1958           | Lipsk 1954          | Sachsenring 1954    |
| 4   | RFN               | Kurt Kuhnke             | 4          | 1951–1958 1960      | Lipsk 1953          | Halle-Saale 1957    |
| 4   | NRD               | Max Byczkowski          | 4          | 1961–1965           | Drezno 1962         | Drezno 1964         |
| 4   | NRD               | Peter Findeisen         | 4          | 1962–1970           | Bautzen 1965        | Bautzen 1969        |
| 8   | RFN               | Adolf Lang              | 3          | 1951–1954 1958 1960 | Sachsenring 1951    | Sachsenring 1952    |
| 8   | Francja           | Éric Offenstadt         | 3          | 1963–1966           | Halle-Saale 1963    | Schleiz 1965        |
| 8   | Belgia            | Jacques Bernusset       | 3          | 1964–1965           | Halle-Saale 1964    | Bernau 1965         |
| 8   | RFN               | Kurt Ahrens jr.         | 3          | 1958 1960 1966      | Lipsk 1958          | Sachsenring 1966    |
| 8   | NRD               | Frieder Rädlein         | 3          | 1957–1958 1960–1970 | Bernau 1960         | Drezno 1969         |
| 8   | Szwecja           | Rolf Gröndahl           | 3          | 1968–1971           | Bernau 1968         | Bernau 1970         |
| 14  | RFN               | Otto Kolan              | 2          | 1950–1955           | Lipsk 1950          | Lipsk 1951          |
| 14  | Holandia          | Lex Beels               | 2          | 1956–1958           | Dessau 1956         | Drezno 1957         |
| 14  | Wielka Brytania   | David Riley             | 2          | 1962                | Schleiz 1962        | Sachsenring 1962    |
| 14  | Stany Zjednoczone | John Peterson           | 2          | 1963–1965           | Bernau 1963         | Bernau 1964         |
| 14  | NRD               | Klaus-Peter Krause      | 2          | 1967–1971           | Lückendorf 1970     | Schleiz 1970        |
| 14  | Szwecja           | Freddy Kottulinsky      | 2          | 1970–1971           | Drezno 1970         | Drezno 1971         |
| 14  | NRD               | Wolfgang Küther         | 2          | 1968–1971           | Schleiz 1971        | Frohburg 1971       |
| 21  | RFN               | Toni Kreuzer            | 1          | 1950–1951           | Sachsenring 1950    | Sachsenring 1950    |
| 21  | NRD               | Richard Weiser          | 1          | 1950–1952           | Dessau 1950         | Dessau 1950         |
| 21  | NRD               | Karl-August Bergmann    | 1          | 1951–1954           | Halle-Saale 1951    | Halle-Saale 1951    |
| 21  | RFN               | Hellmut Deutz           | 1          | 1950–1953           | Halle-Saale 1952    | Halle-Saale 1952    |
| 21  | NRD               | Gerhard Zschoche        | 1          | 1952–1954 1962      | Halle-Saale 1953    | Halle-Saale 1953    |
| 21  | Szwecja           | Curt Lincoln            | 1          | 1958                | Sachsenring 1958    | Sachsenring 1958    |
| 21  | Belgia            | Jos Saveniers           | 1          | 1957–1958           | Drezno 1958         | Drezno 1958         |
| 21  | Finlandia         | Leo Mattila             | 1          | 1962–1966           | Bernau 1962         | Bernau 1962         |
| 21  | Belgia            | Jean-Claude Franck      | 1          | 1963                | Bernau 1963         | Bernau 1963         |
| 21  | Wielka Brytania   | Charles Crichton-Stuart | 1          | 1964–1965           | Sachsenring 1965    | Sachsenring 1965    |
| 21  | NRD               | Christian Pfeiffer      | 1          | 1961–1968           | Drezno 1965         | Drezno 1965         |
| 21  | Szwecja           | Ulf Svensson            | 1          | 1966–1967           | Schleiz 1966        | Schleiz 1966        |
| 21  | RFN               | Dieter Bohnhorst        | 1          | 1966                | Drezno 1966         | Drezno 1966         |
| 21  | Belgia            | Paul Deetens            | 1          | 1962–1965 1967–1968 | Halle-Saale 1967    | Halle-Saale 1967    |
| 21  | Belgia            | Hughes de Fierlandt     | 1          | 1965–1967           | Bernau 1967         | Bernau 1967         |
| 21  | Wielka Brytania   | Chris Williams          | 1          | 1967                | Schleiz 1967        | Schleiz 1967        |
| 21  | NRD               | Manfred Berger          | 1          | 1966–1971           | Bautzen 1970        | Bautzen 1970        |

## Konstruktorzy

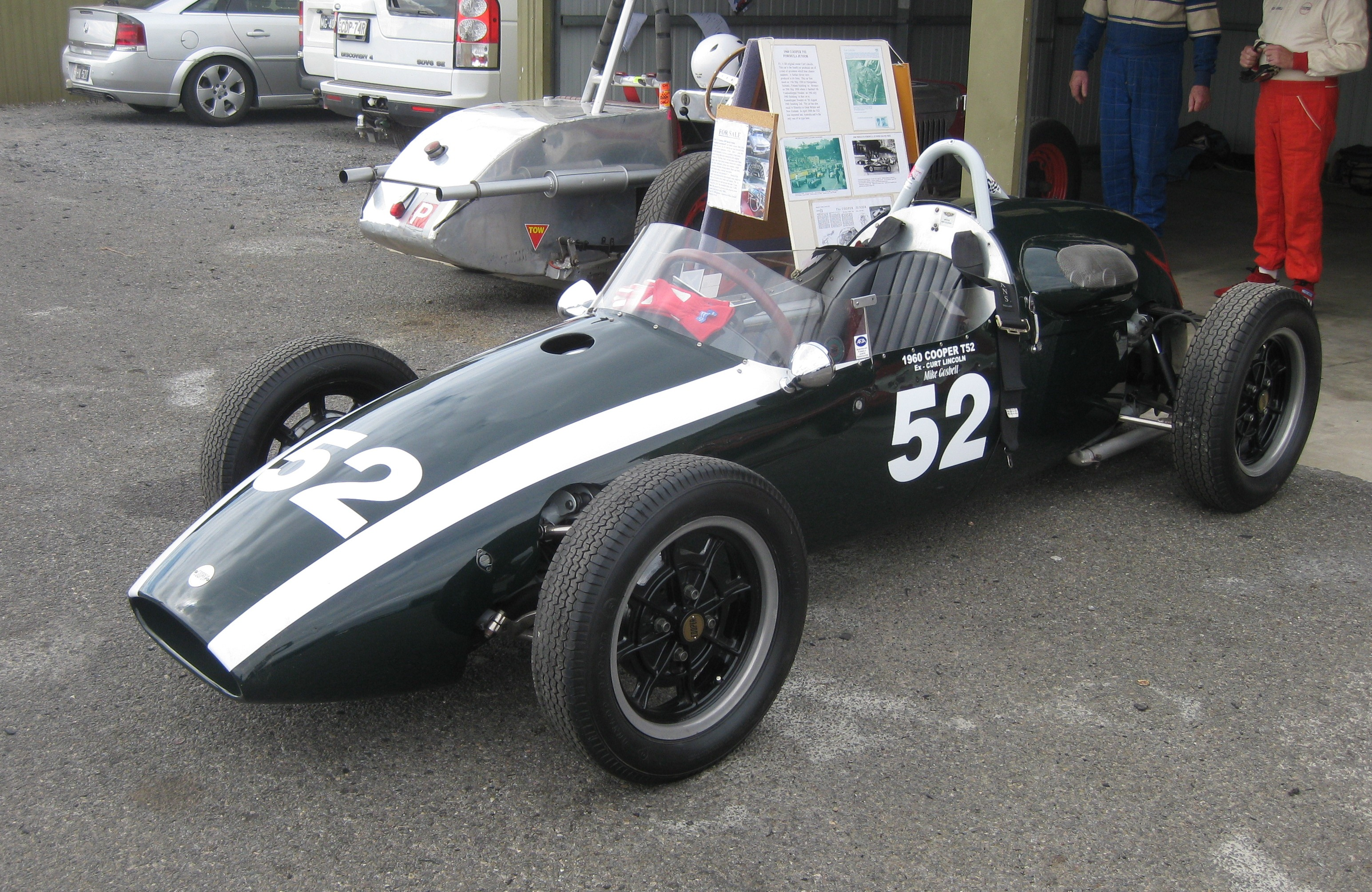
Cooper (na zdjęciu model T52) wygrał najwięcej wyścigów we Wschodnioniemieckiej Formule 3.

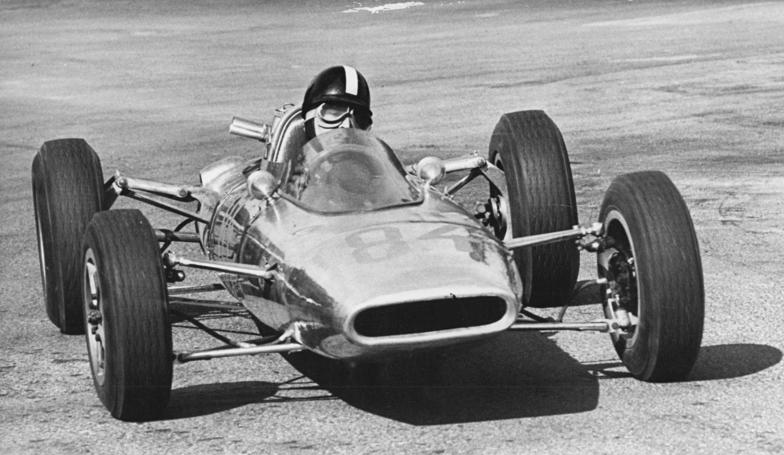
Melkus (na zdjęciu model 64) wygrał najwięcej wyścigów spośród wschodnioniemieckich konstruktorów.

Opracowano na podstawie materiału źródłowego
| Lp. | Państwo         | Konstruktor | Zwycięstwa | Aktywność                     | Pierwsze zwycięstwo | Ostatnie zwycięstwo |
| --- | --------------- | ----------- | ---------- | ----------------------------- | ------------------- | ------------------- |
| 1   | Wielka Brytania | Cooper      | 37         | 1950–1958 1960 1962–1970      | Sachsenring 1950    | Schleiz 1969        |
| 2   | NRD             | Melkus      | 25         | 1955–1958 1960–1971           | Halle-Saale 1960    | Frohburg 1971       |
| 3   | Wielka Brytania | Brabham     | 10         | 1962–1971                     | Drezno 1963         | Bernau 1970         |
| 4   | RFN             | Scampolo    | 8          | 1950–1958 1960–1962           | Halle-Saale 1952    | Drezno 1961         |
| 5   | NRD             | SEG         | 7          | 1962–1971                     | Halle-Saale 1962    | Bautzen 1970        |
| 6   | NRD             | Grün        | 4          | 1950–1958 1960                | Halle-Saale 1951    | Halle-Saale 1953    |
| 7   | Wielka Brytania | Lola        | 3          | 1960 1962–1965                | Halle-Saale 1963    | Schleiz 1965        |
| 7   | Wielka Brytania | Lotus       | 3          | 1962–1965 1967–1968 1970–1971 | Bernau 1962         | Drezno 1971         |
| 9   | RFN             | OK          | 2          | 1950–1952                     | Lipsk 1950          | Lipsk 1951          |
| 10  | NRD             | Weiser      | 1          | 1950–1954                     | Dessau 1950         | Dessau 1950         |

## Silniki
Opracowano na podstawie materiału źródłowego
| Lp. | Państwo           | Silnik   | Zwycięstwa | Aktywność                     | Pierwsze zwycięstwo | Ostatnie zwycięstwo |
| --- | ----------------- | -------- | ---------- | ----------------------------- | ------------------- | ------------------- |
| 1   | NRD               | Wartburg | 40         | 1960–1971                     | Halle-Saale 1960    | Frohburg 1971       |
| 2   | Wielka Brytania   | Norton   | 22         | 1951–1958                     | Rostock 1953        | Drezno 1958         |
| 3   | Stany Zjednoczone | Ford     | 19         | 1960 1962–1971                | Bernau 1962         | Drezno 1970         |
| 4   | RFN               | BMW      | 9          | 1950–1958 1971                | Lipsk 1950          | Drezno 1971         |
| 5   | Wielka Brytania   | JAP      | 6          | 1950–1958                     | Sachsenring 1950    | Drezno 1953         |
| 6   | Wielka Brytania   | BMC      | 3          | 1962–1965                     | Schleiz 1962        | Halle-Saale 1964    |
| 7   | NRD               | DKW      | 1          | 1950–1952 1960 1962–1964 1966 | Halle-Saale 1952    | Halle-Saale 1952    |
| 7   | Włochy            | Fiat     | 1          | 1960                          | Drezno 1960         | Drezno 1960         |